# Mihulczy Potok
Mihulczy Potok (słow. Mihulčie) – potok na Słowacji spływający Doliną Mihulczą. Ma źródła pod przełęczą Borek na wysokości około 930 m n.p.m. Spływa we wschodnim, a potem północno-wschodnim kierunku dnem Doliny Mihulczej i powyżej Orawic w miejscu o współrzędnych 49°17′17,0″N 19°44′21,7″E/49,288056 19,739361 na wysokości około 840 m łączy się z Bobrowieckim Potokiem, tworząc potok Bystra.
Mihulczy Potok spływa całkowicie zalesionym dnem doliny. Zasilany jest przez niewielkie potoki spływające z Skoruszyńskich Wierchów i potoki spływające z Tatr, z masywu Osobitej (największe to potok spływający Mihulczym Żlebem i potok spod Mihulczego Siodła i Mihulczej Czuby).